# Kamberovića polje
Kamberovića polje je jedna od zeničkih centralnih urbanih cjelina smještena na rijeci Bosni između Pečuja, Gornjih Crkvica, Crkvica, Jalije, Stare čaršije, Bilinog polja, Kanala, Pehara i Blatuše.
Kamberovića polja čine: Turski park, Kamberovića park, Sportski park Kamberovića polje, Poslovno-sportski Centar Kamberovića polje, Sajmište, Plandilo, Kamberovića ravan (Crkvičko brdo) i Kamberovići.
Kamberovića polje je najpoznatije po sajmu na kojem se redovno održavaju: ZEPS (Generalni BH sajam), ZEPS Intermetal (Međunarodni sajam metala), AGROZOO (Sajam poljoprivrede i sitnih životinja) i ZEPS BAZAR (Novogodišnji prodajni sajam). Navedeni sajmovi održavaju se na području sportskog parka. U budućnosti u tu svrhu je svojevremeno planirana lokacija Plandilo.
Lokacija sportskog parka takođe ugošćava cirkuse i luna-parkove.
Hiljade Zeničana se okupljaju zorom svakog 21. marta na Kamberovićima da proslave prvi dan proljeća uz manifestaciju pod nazivom Čimburijada.
Kroz raznovrsne sportske i rekreativne sadržaje Kamberovića polje je omiljeno kod Zeničana i njihovih gostiju. Osim šetališta, dječijih igrališta tu su i teniski, šahovski, aero-modelarski, odbojkaški, rukometni, košarkaški, fudbalski, ragbi i atletski sadržaji.
Evropski B-Kup u atletici 2007. održan je na Atletskom stadionu na Kamberovića polju koji je arhitektonski najfunkcionalnija građevina ove prirode u Bosni i Hercegovini.
Kamberovića park krase namjenske čelične skulpture urađene tokom Zeničke umjetničke kolonije osamdesetih godina prošlog vijeka, a Turski park je poznat po Turskoj česmi (izgrađenoj u donaciji turske vlade krajem prošlog vijeka) i sahat-kuli. Kamberovića park je svojevremeno bio mjesto velikih skupova i manifestacija na kojima se okupljalo i do 100 hiljada sudionika. Tu je u prošlosti takođe bilo moguće opustiti se uz vožnju fijakerom ili jahanje unajmljenog konja sa obližnje gradske ergele na Kamberovića ravni (Crkvičkom brdu). Na Kamberovića ravan su ponekad davno slijetali manji avioni. Međutim, ta malo uzvišena ravnica veličine 900×150 metara nikada se nije uspjela afirmisati u sportskom ili namjenskom vazduhoplovstvu, a tamošnja ergela je nepovratna žrtva Rata u BiH. Na Kamberovića ravni se nalazi najveća zenička Osnovna škola „Mak Dizdar”, a ovaj prostor obogatio je i Fudbalski sportski centar FIFA-e i UEFA-e sa svim pratećim sadržajima.
Jedino naselje na Kamberovića polju su Kamberovići. Ovo naselje uz Kamberovića čikmu, ul. Ivana Gundulića, Aleju šehida i Trg Žrtava fašizma obilježava individualna stambena gradnja. Kroz Kamberovića polje prolazi magistralni put M-17 i željeznička pruga relacije Šamac—Sarajevo, a Kamberovića polje sa drugim zeničkim urbanim sredinama spajaju Crkvički vijadukt te Željeznički most, Bilinopoljski most, Kamberovički most i Jalijski most.
U sklopu izgrađenog Poslovno-sportskog Centra Kamberovića polje nalaze se Hotel „Zenica”, Sportska dvorana i Trgovački centar „Džananović” sa pratećim sadržajima.
Kamberovića polje je takođe poznato kao „pluća grada Zenice”.

## Spoljašnje veze
- : virtuelna šetnja
- : tag ’Oznaka: Kamberovića polje’
- : tag ’kamberovića polje’
- Stare slike Zenice: Kamberovića polje nekada na sajtu
- „Zenica: Čarobna jesen na Kamberovića polju”,